# Падевый мёд
Па́девый мёд — мёд, источником которого является падь животного происхождения (сладкая клейкая жидкость на листьях растений, представляющая собой выделения живущих на листьях насекомых) или медвяная роса (сладкий сок, выступающий на листьях или хвое под влиянием резкой смены температур).

## Особенности
В отличие от нектара падь не содержит фитонцидов и других антибиотических веществ, предохраняющих от развития микроорганизмов. У пчёл, питающихся падью животного происхождения, продолжительность жизни снижается более чем в два раза, поэтому пчёлы никогда не собирают падь при наличии в природе цветущих нектароносных растений. В отличие от натурального мёда, падевый содержит меньше инвертированных сахаров (моносахаридов), значительно (в 3-4 раза) больше дисахаридов (са́хара, не переработанного пчёлами) и в три раза больше декстринов. Имеет повышенную кислотность.
Падевый мёд отличается вязкостью, тягучестью и отсутствием «медового» запаха, редко бывает светло-коричневого, чаще коричневого или тёмного цвета, иногда с зеленоватым оттенком (например, от тлей на дубе). На вкус он очень сладкий, но без специфического вкуса нектарного мёда. Также падевый мёд более гигроскопичен, чем нектарный, быстрее закисает, особенно после откачки из незапечатанных пчёлами ячеек.
Во многих странах Западной Европы падевый мёд собирается в основном из медвяной росы, поэтому ценится выше цветочного. В нём в 8 раз больше зольных элементов, в том числе в 12 раз больше калия. В России чаще всего пчёлы собирают падь животного происхождения, поэтому он считается наихудшим сортом мёда. В соответствии с техническими условиями (РТУ РСФСР 681—60) относился ко второму сорту.

## Состав падевого меда
Химический состав падевого мёда очень разнообразен и зависит от насекомых-падевыделителей, от вида растений и условий сбора.
| Состав                        | Мёд       | Мёд     |
| Состав                        | цветочный | падевый |
| ----------------------------- | --------- | ------- |
| Вода                          | 18.23     | 17.02   |
| Инвертированный сахар         | 75.32     | 65.23   |
| Тростниковый сахар (сахароза) | 1.25      | 4.84    |
| Азотистые вещества            | 0.42      | 0.82    |
| Органические кислоты          | 0.07      | 0.18    |
| Декстрины                     | 3.61      | 10.03   |
| Минеральные вещества          | 0.22      | 0.96    |
| Другие вещества               | 0.86      | 0.92    |

## Методика определения падевого мёда
Для определения падевого мёда используется известковая проба, предложенная А. Ф. Губиным. Её методика заключается в следующем: к одной части мёда добавить одну часть дистиллированной воды и десять частей известковой воды, смесь нагреть до кипения. В случае падевого мёда или при наличии его примеси выпадают хлопья.